# Scottish Cup 1893-94
Scottish Football Association Challenge Cup 1893–94 var den 21. udgave af Scottish Football Association Challenge Cup, nu til dags bedre kendt som Scottish Cup. Første runde blev spillet den 25. november 1893, og turneringen blev afsluttet den 17. februar 1894, hvor Rangers FC vandt finalen over Celtic FC med 3-1. Sejren var Rangers FC's første i turneringens historie.

## Resultater

### Rangers FC's vej til sejren
| Runde        | Dato   | Kamp                           | Res. |
| ------------ | ------ | ------------------------------ | ---- |
| Første runde | 25.11. | Rangers FC – Cowlairs FC       | 8–0  |
| Anden runde  | 16.12. | Rangers FC – Leith Athletic FC | 2–0  |
| Kvartfinale  | 13.1.  | Clyde F.C. – Rangers FC        | 0–5  |
| Semifinale   | 3.2.   | Rangers FC – Queen's Park FC   | 1–1  |
| Semifinale   | 10.2.  | Queen's Park FC – Rangers FC   | 1–3  |
| Finale       | 17.2.  | Rangers FC – Celtic FC         | 3–1  |

### Første runde
| Dato   | Kamp                                                     | Res.  |
| ------ | -------------------------------------------------------- | ----- |
| 25.11. | Abercorn FC – 5th Kirkcudbrightshire Rifle Volunteers FC | 2–1   |
| 25.11. | Albion Rovrs FC – Black Watch FC                         | 6–0   |
| 25.11. | Broxburn Shamrock FC – Arbroath FC                       | 3–8   |
| 25.11. | Cambuslang Hibernian FC – East Stirlingshire FC          | 3–2   |
| 25.11. | Celtic FC – Hurlford FC                                  | 6–0   |
| 25.11. | Grangemouth FC – Renton FC                               | 1–7   |
| 25.11. | Kilmarnock FC – St. Bernard's FC                         | 1–3   |
| 25.11. | King's Park FC – Clyde F.C.                              | 2–5   |
| 25.11. | Linthouse FC – Queen's Park FC                           | 1–5   |
| 25.11. | Orion FC – Leith Athletic FC                             | 02–11 |
| 25.11. | Port Glasgow Athletic FC – Airdrieonians FC              | 7–5   |
| 25.11. | Rangers FC – Cowlairs FC                                 | 8–0   |
| 25.11. | St. Mirren FC – Heart of Midlothian FC                   | 1–0   |
| 25.11. | Third Lanark Rifle Volunteers FC – Inverness Thistle FC  | 9–3   |
| 25.11. | Thistle FC – Battlefield FC                              | 1–3   |
| 25.11. | Vale of Leven FC – Dumbarton FC                          | 1–2   |

### Anden runde
Seksten hold spillede om otte pladser i kvartfinalerne.
| Dato    | Kamp                                             | Res. |
| ------- | ------------------------------------------------ | ---- |
| 16.12.  | Arbroath FC – Queen's Park FC                    | 0–3  |
| 16.12.  | Battlefield FC – Abercorn FC                     | 3–3  |
| 16.12.  | Celtic FC – Albion Rovers FC                     | 7–0  |
| 16.12.  | Clyde F.C. – Cambuslang Hibernian FC             | 6–0  |
| 16.12.  | Dumbarton FC – St. Bernard's FC                  | 1–3  |
| 16.12.  | Rangers FC – Leith Athletic FC                   | 2–0  |
| 16.12.  | Renton FC – Port Glasgow Athletic FC             | 2–2  |
| 16.12.  | Third Lanark Rifle Volunteers FC – St. Mirren FC | 3–2  |
| Omkampe |                                                  |      |
| 23.12.  | Abercorn FC – Battlefield FC                     | 3–0  |
| 23.12.  | Renton FC – Port Glasgow Athletic FC             | 1–3  |

### Kvartfinaler
I kvartfinalerne spillede de otte vindere fra ottendedelsfinalerne om fire pladser i semifinalerne.
| Dato         | Kamp                                                        | Res. |
| ------------ | ----------------------------------------------------------- | ---- |
| 13.1.        | Abercorn FC – Queen's Park FC                               | 3–3  |
| 13.1.        | Celtic FC – St. Bernard's FC                                | 8–1  |
| 13.1.        | Clyde F.C. – Rangers FC                                     | 0–5  |
| 13.1.        | Third Lanark Rifle Volunteers FC – Port Glasgow Athletic FC | 2–1  |
| Omkamp       |                                                             |      |
| 20.1.        | Queen's Park FC – Abercorn FC                               | 3–3  |
| Anden omkamp |                                                             |      |
| 20.1.        | Queen's Park FC – Abercorn FC                               | 2–0  |

### Semifinaler
| Dato   | Kamp                                         | Res. | Spillested                |
| ------ | -------------------------------------------- | ---- | ------------------------- |
| 3.2.   | Rangers FC – Queen's Park FC                 | 1–1  | Ibrox Park, Glasgow       |
| 3.2.   | Third Lanark Rifle Volunteers FC – Celtic FC | 3–5  | Cathkin Park, Glasgow     |
| Omkamp |                                              |      |                           |
| 10.2.  | Queen's Park FC – Rangers FC                 | 1–3  | 2nd Hampden Park, Glasgow |

### Finale
| Dato  | Kamp                   | Res. | Tilskuere | Spillested                |
| ----- | ---------------------- | ---- | --------- | ------------------------- |
| 17.2. | Rangers FC – Celtic FC | 3–1  | 15.000    | 2nd Hampden Park, Glasgow |